# جيمي ماريانو
جيمي ماريانو (19 مارس 1942 في الفلبين - ) هو مدرب كرة سلة ولاعب كرة سلة فلبيني في مركز الوسط، شارك في دورة الألعاب الآسيوية 1970 وبطولة أمم آسيا لكرة السلة 1973 وبطولة أمم آسيا لكرة السلة 1967 والألعاب الأولمبية الصيفية 1972 ودورة الألعاب الآسيوية 1966 وبطولة كأس العالم لكرة السلة 1974 والألعاب الأولمبية الصيفية 1968 ودورة الألعاب الآسيوية 1974 وبطولة أمم آسيا لكرة السلة 1965 وبطولة أمم آسيا لكرة السلة 1969.

## وصلات خارجية
- جيمي ماريانو على موقع الاتحاد الدولي لكرة السلة (الإنجليزية)
- جيمي ماريانو على موقع سبورتس رفرنس (الإنجليزية)
- جيمي ماريانو على موقع أوليمبيديا (الإنجليزية)